# تل أسود
يقع تل أسود جنوب شرقي مدينة دمشق، على أحد روافد نهر بردى في الطرف الشرقي من بلدة جديدة الخاص، ويمتد على مساحة 5 هكتارات، يتبع التل إدارياً لناحية النشابية التابعة لمنطقة دوما بريف دمشق.

## التنقيب والحفريات
اكتشف عالم الآثار الفرنسي هنري دوكنتنسون الموقع الأثري في عام 1967، وقاد حملة التنقيبات خلال عامي 1971-1972.
وقد تم أثناء هذه الحملة الكشف عن آثار دلت على تقدم كبير لسكان التل مقارنة بالحضارات المجاورة، خصوصاً في مجال الزراعة وتربية الحيوان، وظهرت العديد من التناقضات، مما أدى إلى إعادة التنقيب بين عامي 2001 و2006، وقادت بعثة فرنسية سورية مشتركة عمليات التنقيب، كانت برئاسة دانيال ستوردور وباسم جاموس.

## الحضارة
يحتل تل أسود موقعاً خاصاً في بلاد الشام الوسطى كمنطقة تربط بين التوسعات الشمالية والجنوبية للمجتمعات الزراعة، ولكن علاقة سكان التل التجارية كانت أقوى مع المجتمعات الجنوبية في بلاد الشام، مع أنهم كانوا متقاربين ثقافياً مع المجتمعات الشمالية.
تم تحديد طبقتين حضاريتين رئيسيتين، الطبقة الأولى وهي الأقدم، وهي ذات بنية غضارية بوجه خاص وتتألف من سويتين (مستويين أو طبقتين)، السوية الأقدم ظهرت في قاع السبر الشرقي، وكُشفت فيها بقايا بيوت سكنية بسيطة، هي أكواخ دائرية صغيرة من الطين واللبن والقصب، وهي المواد الرئيسية المتوافرة في المكان،
وقد بقي هذا النوع من البيوت مستمراً طوال مدة استيطان الموقع في السوية الثانية، وهي سوية حضارية انتقالية، إلى جانب آثار البناء، وجدت في الطبقة الأولى الأدوات الحجرية المختلفة، ولاسيما رؤوس السهام، من النوع المفرَّض، والمخارز والأزاميل والمناجل والبلطات وأحجار الجرش البازلتية والأواني الحجرية إضافةً إلى أدوات مختلفة من حجر السبج (الأوبسيديان) والأدوات العظمية وآثار منوعة مصنوعة من الطين المشوي أو المجفف. وقد أثبت التحليل العلمي أن الوجود البشري في هذه الطبقة يعود إلى ما قبل العصر النيولوتي أو ما يسمى العصر الحجري الحديث أ ما قبل الفخاري، وبالتالي قدّر تاريخها بين 7790 و 7690 ق.م.
أما الطبقة الثانية، فهي ذات بنية رملية غضارية، وجدت فيها آثار متطورة، إذ وجد فيها أنواع جديدة من رؤوس النبال ذات التحضير الخاص، والمعروفة باسم نبال «جبيل» أو «أريحا»، إضافة إلى أنواع جديدة من المناجل. كما استمر فيها وجود القطع المصنوعة من الطين المرتب في قوالب والمشوي جيداً، ووجد على شكل كرات وأقراص وأكواب ودمى حيوانية، والأهم منها الدمى الإنسانية المختلفة، والتماثيل التي تمثل نساء في وضعيات مختلفة وتجسد عقيدة «الإلهة الأم» التي سادت المجتمعات الزراعية الباكرة في الشرق القديم. وهناك أدوات للزينة وأدوات عظمية ومقابض مصقولة للأدوات والفؤوس. إضافة إلى ذلك نجد المدافن الجماعية (الجنائزية) والجماجم المدفونة بشكل منعزل. وتم تأريخ هذه الطبقة بين 6770 و6590 سنة ق.م، أي من العـصر الحـجري الحديث ما قبل الفخـاري ب.
وقد وجدت في الموقع بقايا كثيرة لعظام حيوانات كالماعز والغزال والخنزير والأسماك والطيور؛ إضافة إلى دلائل على معرفة زراعة القمح والشعير. مما يعطي الموقع أهمية استثنائية كونه إحدى القرى الزراعية الأولى في العالم، ويمثل مرحلة انتقال المجتمعات ما قبل التاريخية من مرحلة الرعي والصيد إلى مرحلة الزراعة والاستقرار وتدجين الحيوانات. ما اصطلح الباحثون على تسميته بالثورة الزراعية.
كم أنه تم العثور على قبور لأكثر من مئة شخص حفظت جثثهم بشكل جيد، وكانت هذه القبور موجودة داخل البيوت أو حولها في الفترة الأولى، أما لاحقاً فقد كانت الجثث توضع خارج البلدة، وتمكن الباحثون من الحصول على مجموعة من الجماجم ودراستها بشكل مفصل، ما أتاح الفرصة للتعرف على طبيعة السكان في تلك المنطقة، ومن جهة أخرى فقد وجد الباحثون أن السكان كانوا يقومون بإزالة الجماجم وتنظيفها ووضع الجير والجص عليها بحيث توضح معالم الوضه ثم يقومون بدهنها.

## الزراعة وتربية الحيوان
يعد تل أسود من أقد المواقع الزراعية، حيث أن سكان التل قاموا بزراعة القمح في فترة تتراوح بين 9000-8500 ق.م، وهذا يشير إلى أن سكان التل قد جلبوا حبوب القمح من مرتفعات الجولان أو من سهل حوران في الجنوب، وفي الوقت نفسه ينفي أن يكونوا قد جلبوها من أريحا، نظراً للمدة الزمنية الطويلة بين فترتي الزراعة في كلتا المنطقتين والتي تزيد عن 500 عام.
وبالإضافة لحبوب القمح فقد تم العثور على بذور الكتان، وبذور التين والفستق، والتي كانت شعبية لديهم نظراً لأنها وجدت بكميات كبيرة جداً، وقد تم العثور على حاويات ثابتة من الطين والحجر مع حبوب متفحمة، وجدت في المناطق الداخلية ما يشير لاستخدامها كصوامع، كما أن القصب قد استخدم على نطاق واسع، خصوصا في الهندسة المعمارية، وأيضا للحصير والسلال وربما استخدم للفرش أو العلف.
وعلى صيد تربية الحيوان فقد أثبت الباحثون وسكان التل كانوا يملكون أعداداً كبيرة من الماعز، وهذا يدل على أنهم كانوا إما صيادين أو رعاة، وهذه مسألة مهمة فإلى الآن لم يحدد أحد من الباحثين في هذا المجال بداية تربية الحيوان (تدجين)، رغم أن بعض الأدلة تشير إلى أن هذا النمط كان سائداً في العصر الحجري الحديث ب الأوسط، حيث قام الناس بحشد المواشي من الأبقار والأغنام والماعز، كما أنهم قاموا بإنتاج اللحوم والألبان، بالإضافة إلى ذلك فإن الماشية كانت تظهر عليها أمراض تشير إلى أن الإنسان كان يعتمد عليها بشكل كبير، وبذلك تكون الصورة الناتجة من أدلة علم الحيوان، هي أن سكان التل كانوا مزارعين ورعاة، وقد تمكنوا من الوصول لتقنيات جديدة في إنتاج الغذاء.
وبالإضافة إلى ذلك فقد مارس سكان التل الصيد، سواءً صيد الخيول أو الغزلان أوحتى الطيور، كما أنهم قاموا بصيد الأسماك، وهذا ما دلت عليه الاكتشافات، حيث عثر على عظام أسماك، وطيور مائية مثل البط والإوز، وأيضاً وجود القصب المائي، يدل على وجود بحيرة قريبة كان سكان التل يستغلونها جيداً.

## كتب تحدثت عن تل أسود
بعض الكتب التي ذكر فيها موقع تل أسود وتم إيراد بعض ما جاء بما تقد ذكره:
- كتاب ولادة الآلهة وأصول الزراعة لـ جاكويس كفن

The Birth of the Gods and the Origins of Agriculture ,for Jacques Cauvin
- العلف والزراعة، والتعقيد الاجتماعي في مرحلة ما قبل الفخار من العصر الحجري الحديث في بلاد الشام الجنوبية أ، استعراض وتحليل (مجلة عالم ما قبل التاريخ، المجلد 16، العدد 4) لـ كويجت إيان وغورينغ موريوس نيغل

Foraging, Farming, and Social Complexity in the Pre-Pottery Neolithic of the Southern Levant: A Review and Synthesis,
(Journal of World Prehistory, Volume 16, Number 4)
for Kuijt Ian and Goring-Morris Nigel